# Igor Karačić
Igor Karačić (født 2. november 1988) er en kroatisk håndboldspiller, som spiller i Vive Kielce i Polen pr. 1. juli 2019 og for Kroatiens herrerhåndboldlandshold.